# Odontomachus circulus
Odontomachus circulus är en myrart som beskrevs av Wang 1993. Odontomachus circulus ingår i släktet Odontomachus och familjen myror. Inga underarter finns listade i Catalogue of Life.